# Kufa
Kufa (arabsko الْكُوفَة, latinizirano: al-Kūfah), napisano tudi Kufah, je mesto v Iraku, približno 170 kilometrov južno od Bagdada in 10 kilometrov severovzhodno od Nadžafa. Je na bregovih reke Evfrat. Ocenjeno prebivalstvo leta 2014 je bilo 230.000. Trenutno sta Kufa in Nadžaf združena v eno samo mestno območje, ki je v zunanjem svetu večinoma znano kot 'Nadžaf'.
Kufa je poleg mest Samara, Karbala, Kadhimija in Nadžaf eno od petih iraških mest, ki so zelo pomembna za šiitske muslimane. Mesto je bilo ustanovljeno leta 638 n. št. (17. po hidžri) med vladavino drugega rašidunskega kalifa, Omarja ibn Al-Khataba, in je bilo končna prestolnica zadnjega rašidunskega kalifa, Alija ibn Abi Taliba. Kufa je bila tudi ustanovna prestolnica Abasidskega kalifata. Med islamsko zlato dobo je bil dom slovničarjem iz Kufe. Kufska pisava je poimenovana po mestu.

## Zgodovina

### Ustanovitev v času Omarja
Po arabski hegemoniji in padcu Perzijskega cesarstva ter njegovi geografski bližini cesarske prestolnice Ktezifon) v bitki pri Kadisiji leta 636 je bilo ustanovljeno mesto Kufa in dobilo ime leta 637–638 n. št., približno istočasno kot Basra. Kufa in Basra sta bili dve amsar (garnizijski mesti) Iraka, ki sta služili kot vojaški oporišči in upravni središči. Spremljevalec preroka Sa'd ibn Abī Vakas ga je ustanovil kot taborišče ob arabskem mestu Lakhmid Al-Hirah in ga vključil kot mesto sedmih oddelkov. Ne-Arabci so poznali mesto pod alternativnimi imeni: Hīrah in Akulah, pred konsolidacijami ʻAbdu l-Mālika leta 691. Omar, ki je dodelil deželo Judov v Arabiji svojim bojevnikom, je leta 640 ukazal preselitev Judov iz Khajbarja na pas zemlje v mestu Kufa. V 640-ih je bila kufska občina vznemirjena, da Omarjev guverner nepravično razdeljuje vojni plen. Leta 642 je Omar poklical Sa'da v Medino z njegovimi tožniki. Čeprav je ugotovil, da je Sa'd nedolžen, ga je Omar odstavil, da bi preprečil slaba čustva. Sprva je Omar imenoval Amarja ibn Jasirja in drugič za prvega guvernerja Basre Abū Mūsā al-Ašʻarīja; vendar kufski hujskači niso sprejeli ne enega ne drugega. Omar in Kufanci so se končno dogovorili za Al-Mughīrah ibn Šuʻbaha.
Po osvojitvi Basre in drugih delov Iraka je mesto za nekaj let osvojila tudi Thaqafidska dinastija, ki jo je vodil Mokhtar Al Thakafi.
Mesto je bilo zgrajeno v krožnem načrtu po parto-sasanidski arhitekturi.

### Uthmanovo obdobje
Po Omarjevi smrti (644) je njegov naslednik Osman zamenjal Mugiro z Al-Validom ibn Ukbo leta 645. To se je zgodilo, ko so Arabci nadaljevali z osvajanjem zahodne Perzije pod Uthmanom ibn Abi al-Asom iz Tavaja, toda pozno v 640. letih so te sile utrpele neuspehe.
Osman je leta 650 reorganiziral iransko mejo; tako Basra kot Kufa sta dobila nove guvernerje (Sa'id ibn al-'As v primeru Kufe), vzhod pa je prišel pod poveljstvo Basre, medtem ko je severno od tega ostalo pod poveljstvom Kufe. Nekaj, a opaznih povzročiteljev težav v Kufi je leta 654 poiskalo Sa'ida in ga odstavilo ter namesto tega pokazalo zadovoljstvo z vrnitvijo Abu Muse, kar je Uthman odobril, da bi ugodil vsem. Kufa je ostalo vir spodbud, čeprav manjšine. Leta 656, ko so egipčanski hujskači v sodelovanju s tistimi v Kufi vkorakali proti kalifu Osmanu v Medini; Abu Musa je svetoval hujskačem brez uspeha.

### Alijeva doba
Po atentatu na Uthmana s strani upornikov je guverner Abu Musa poskušal obnoviti nenasilno vzdušje v mestu Kufa. Muslimani v Medini in drugod so podprli pravico Alija ibn Abu Taliba do kalifata. Da bi bolj učinkovito upravljal vojaške meje, je Ali prestolnico preselil iz Medine v Kufo.
Prebivalci Sirije in njihov guverner Muavija, ki je zasedel kalifat zase in za svojo družino z uporabo zmede, ki jo je povzročil atentat na kalifa Osmana in ga je vznemiril brutalni atentat na kalifa Osmana, so zahtevali maščevanje. Ko je Muavija začel svojo kampanjo, da bi Aliju pripisal odgovornosti za Uthmanov umor, so se razvile frakcije. V že tako čustveno nabitem ozračju je Muavijaova zavrnitev zvestobe Aliju kot kalifu, ne da bi Alinajprej maščeval Uthmana, na koncu pripeljala do vojne.
Med molitvijo v Veliki mošeji v Kufi je Alija napadel haridžit Abd-al-Rahman ibn Muljam. Ranil ga je ibn Muljamov meč, prevlečen s strupom, medtem ko je klanjal v molitvi.

### Omajadsko obdobje
Muavija I. je imenoval Zijada ibn Abihija Al-a za guvernerja Kufe po Hasanovi preselitvi v Medino, kar je bila mirovna pogodba, ki je narekovala, da se je odrekel svoji pravici do kalifata, da bi se izognil odprti vojni med muslimani. Nekateri Hasanovi privrženci, kot je Hudžr ibn Adi, niso bili zadovoljni z mirovno pogodbo in se niso spremenili v skladu z edikti novega guvernerja. To je postalo vedno bolj opazno, saj je povzročilo upor proti vladarju. Vendar je bil Zijad ibn Abihi enako vnet strateg in politik in je bil sposoben premagati vse izzive, ki so jih postavili uporniki proti njegovi vladavini.

### Upori
Skozi Omajadsko obdobje, kot se je zgodilo od ustanovitve mesta s strani Omarja ibn Hataba, so bili med prebivalci Kufe tisti, ki so bili uporni svojim vladarjem. Jazid I. je bil razglašen za drugega omajadskega kalifa, kar je povzročilo upor med Kufčani in ti so se za pomoč in vodstvo obrnili na Mohamedovega vnuka Husayn ibn Alija. Jazid je imenoval Ubaida Allaha ibn Zijada za novega guvernerja, da bi zadušil upor in ubil Husaina, če ne bi priznal njegovega kalifata, kar je doseglo vrhunec v bitki pri Karbali. Med kratko vladavino Al-Mukhtarja in guvernerstvom Al-Hadžadž ibn Jusufom v dobi Omajadov je bilo obdobje relativne umirjenosti.

### Abasidsko obdobje
Leta 749 so Abasidi pod vodstvom al-Hasana ibn Kahtabe zavzeli mesto Kufa in ga naredili za svojo prestolnico. Leta 762 so svoj sedež preselili v Bagdad. Pod omajadskimi in zgodnjimi abasidskimi desetletji se je pomen mesta postopoma premaknil iz kalifske politike na islamsko teorijo in prakso. Mesto so leta 905, 924 in 927 oplenili Karmati in si ni nikoli popolnoma opomoglo od uničenja.

#### Kufa v islamski teologiji in učenosti
Wael Hallaq ugotavlja, da v nasprotju z Medino in v manjšem obsegu s Sirijo v Iraku ni bilo nepretrganega muslimanskega ali izmailskega prebivalstva iz časov preroka Mohameda. Zato se Maliki (in Avza'i) sklicujeta na prakso amal () skupnosti, ki ni mogla veljati. Namesto tega so se ljudje v Iraku zanašali na tiste Mohamedove ašabe, ki so se tam naselili, in na frakcije iz Hedžaza, ki so jih najbolj spoštovali. Primarni ustanovitelj sunitske miselne šole, Abu Hanifa, je bil Kufčan, ki je podprl Zajdijev upor v 730-ih letih; in njegovo sodno prakso so sistematizirali in branili pred neiraškimi tekmeci (začenši z malikizmom) drugi Kufčani, kot je al-Šajbani.
Širazijev »Tabaqat«, ki ga Hallak označuje za »pomembno zgodnje biografsko delo, posvečeno pravnikom«, zajema 84 »visokih osebnosti« islamske sodne prakse; ki jih je Kufa zagotovila 20. Bilo je torej središče, ki ga je presegla le Medina (22), čeprav se je Basra približala (17). Kufčani bi lahko trdili, da so uglednejši od Mohamedovih spremljevalcev to mesto imenovali dom: ne le Ibn Abu Vakas, Abu Musa in Ali; ampak tudi Abd Allah ibn Mas'ud, Salman Perzijec, Ammar ibn Yasir in Huzajfa ibn Jaman. Med svojimi pravniki pred Abu Hanifo Hallak izpostavlja Sa'ida ibn Džubairja, Ibrahima al-Nakha'ija in Hammada ibn Abi Sulejmana; in meni, da je Amir al-Ša'bi pionir v znanosti o sodnem precedensu.
Poleg tega sta imam Muhamad al-Bakir in njegov sin Džafar al-Sadik sprejela odločitve iz Medine, ki so prispevale k pravu Kufe; in do danes šiitsko pravo sledi njihovemu zgledu. Tudi imam Abu Hanifa se je učil od al-Bakirja in še posebej od al-Sadika. Posledica tega je, da je hanafijska šola doktrinarno sunitska, v praktičnem smislu pa je hanafijsko pravo bližje imamojskemu pravu kot kateri koli od drugih šol sodne prakse, tj. Malika, Šafija in Ibn Hanbala.
Kufa je bilo tudi med prvimi središči razlage Korana (tafsir), ki so jo Kufčani pripisovali eksegetu Mudžahidu (dokler leta 702 ni pobegnil v Meko). Nadalje je zapisal splošne tradicije kot hadis (lekcija, ki jo je prerok Mohamed spregovoril ali kako drugače predlagal o najrazličnejših vidikih človeškega življenja); v 9. stoletju je Jahja ibn 'Abd al-Hamid al-Himmani mnoge od teh zbral v terminologiji Musnad.
Glede na nasprotovanje mesta Kufa Damasku so imeli kufčanski tradicionalisti svoj pogled na zgodovino Omajadov. Zgodovinar Abu Mikhnaf al-Azdi (umrl 774) je njune pripovedi zbral v konkurenčno zgodovino, ki je postala priljubljena pod vladavino Abasidov. Ta zgodovina ni preživela, vendar so jo poznejši zgodovinarji, kot je Tabari, obširno citirali.
Kufa je tudi kraj, kjer je bila razvita kufska pisava, najzgodnejša pisava arabskega jezika. Kot je trdil učenjak al-Kalkašandi, je »arabska pisava [khat] tista, ki je zdaj znana kot kufska. Iz nje so se razvile vse današnje roke«. Oglata pisava, ki je kasneje postala znana kot kufska, je po Moritzu v Enciklopediji islama nastala približno stoletje prej kot ustanovitev mesta Kufa. Kufska pisava je bila izpeljana iz ene od štirih predislamskih arabskih pisav, tiste, imenovane al-Hiri (uporabljena v Hirahu). (Druge tri so bile al-Anbari (iz Anbarja), al-Maki (iz Meke) in al-Madani (iz Medine)). Ibn al-Nadim (umrl ok. 999), avtor znamenitega Kitab al-Fihrista, indeksa arabskih knjig, del prvega poglavja posveča kaligrafiji. Bil je prvi, ki je uporabil besedo 'kufic', da bi označil to pisavo, ki je dosegla stanje dekorativne popolnosti v 8. stoletju, ko so sure uporabljali za okraševanje keramike, saj so bile upodobitve narave pod islamskim režimom strogo prepovedane. Al-Fihrist vsebuje biografije številnih slovničnih filologov iz šole v Kufi in iz njene konkurenčne šole v Basri. Tretje poglavje obravnava slovničarje obeh šol.

### Postabasidska zgodovina
Kufski kovanci so bili med številnimi srebrniki različnega izvora, najdenimi leta 1989 ob izlivu Severne Dvine, tik ob Arhangelsku na skrajnem severu Rusije. Kufski kovanci so bili edini neevropski v zakladu in pričajo o zelo obsežnih posrednih trgovskih povezavah, ki jih je nekoč imelo mesto Kufa. Ocenjuje se, da je bila zaloga zakopana v začetku 12. stoletja, ko je bila Kufa že zdavnaj na vrhuncu svojega bogastva, vendar so kovanci morda prispeli na skrajni sever veliko prej.
Kufa je bila v 11. stoletju nenehno napadana in se je sčasoma skrčila in izgubila svoj pomen. V zadnjem stoletju je število prebivalcev Kufe ponovno začelo naraščati. Še naprej je pomembno romarsko mesto za šiitske muslimane.

## Geografija
Kufa leži na bregovih reke Evfrat. To je 170 kilometrov južno od Bagdada in 10 kilometrov severovzhodno od Nadžafa.

## Verski pomen
Mesto je dalo več šiitskih muslimanskih učenjakov. Vsebuje tudi stavbe, ki so pomembne za šiite:
- Velika mošeja v Kufi je bila zgrajena sredi 7. stoletja, potem ko je kalif Omar ustanovil mesto. V mošeji so posmrtni ostanki Muslima ibn Aqeela - prvega bratranca Husayna ibn Alija, njegovega spremljevalca Hanija ibn Urva in revolucionarja Al-Mukhtarja. V mošeji so tudi številna pomembna mesta v zvezi s preroki in Alijem ibn Abi Talibom, vključno s krajem, kjer je bil smrtno udarjen po glavi, medtem ko je bil v sudžudu (arabsko سُـجـود, latinizirano: Prostracija).
- Alijeva hiša
- Grobnica Zajda ibn Alija
- Mošeja Al-Hananah, v kateri je nekaj kože, ki so jo Husaynu posmrtno odtrgali njegovi nasprotniki
- Grobnica Majthama al-Tamarja
- Grobnica Kumajla ibn Zijada
- Mošeja Al-Sahlah, ki je povezana z dvanajstim imamom dvanajstih šiitov